# Guiberto de Gembloux
Guiberto de Gembloux (em latim: Guibertius) foi um monge e santo da Bélgica, fundador da Abadia de Gembloux, beneditina. Teve a sua Vita (Vita Wicberti) escrita por Sigeberto de Gembloux, onde consta que ele teria levado uma vida militar. Abandonou a carreira, doou suas terras e fundou o mosteiro, onde morreu.